# Europese kampioenschappen beachvolleybal 2024
De Europese kampioenschappen beachvolleybal 2024 werden van 13 tot en met 18 augustus gehouden in drie Nederlandse steden: Apeldoorn, Arnhem en Den Haag.

## Locatie
Het toernooi werd verspreid over drie steden in Nederland georganiseerd: Apeldoorn, Arnhem en Den Haag. In elk van de steden werden groepswedstrijden, achtste finales en kwartfinales gespeeld; de halve finales en finales werden gespeeld in Den Haag. In Apeldoorn (op het Marktplein) en Arnhem (op de Markt) waren daarvoor tijdelijke stadions gebouwd. De wedstrijden in Den Haag vonden plaats in het The Hague Beach Stadium op het strand van Scheveningen. 

## Opzet
Aan de kampioenschappen deden zowel bij de mannen als de vrouwen 32 tweetallen mee, dus 64 teams en 128 spelers in totaal. De 32 teams per toernooi waren verdeeld over acht poules van vier. In elke poule speelden alle teams een keer tegen elkaar. De groepswinnaars gingen direct door naar de achtste finales, terwijl alle nummers twee en drie een tussenronde speelden. Vanaf de tussenronde gold een systeem van rechtstreekse uitschakling. Het prijzengeld per toernooi bedroeg €100.000.

## Medailles

### Medaillewinnaars
| Onderdeel | Goud | Goud                               | Zilver | Zilver                             | Brons | Brons                              |
| --------- | ---- | ---------------------------------- | ------ | ---------------------------------- | ----- | ---------------------------------- |
| mannen    | LAT  | Mārtiņš Pļaviņš Kristiāns Fokerots | GER    | Nils Ehlers Clemens Wickler        | NED   | Steven van de Velde Matthew Immers |
| vrouwen   | GER  | Svenja Müller Cinja Tillmann       | ITA    | Valentina Gottardi Marta Menegatti | SUI   | Esmée Böbner Zoé Vergé-Dépré       |

### Medaillespiegel
| Rang   | Land        | Goud | Zilver | Brons | Totaal |
| 1      | Duitsland   | 1    | 1      | 0     | 2      |
| 2      | Letland     | 1    | 0      | 0     | 1      |
| 3      | Italië      | 0    | 1      | 0     | 1      |
| 4      | Nederland   | 0    | 0      | 1     | 1      |
| 4      | Zwitserland | 0    | 0      | 1     | 1      |
| Totaal | Totaal      | 2    | 2      | 2     | 6      |